# Ramón María Narváez

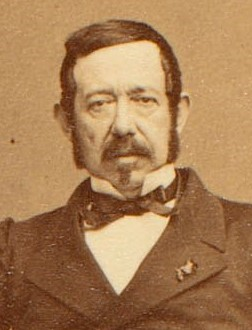
Ramón María Narváez (1865)

Ramón María Narváez Campos (* 5. August 1799 oder 1800 in Loja; † 23. April 1868 in Madrid), seit 1844 Herzog von Valencia, war ein spanischer Militär und Politiker. Er war zwischen 1844 und 1868 mehrfach spanischer Ministerpräsident und führender Kopf der Gemäßigten (konservativen) Partei während der Herrschaft Isabellas II.

## Leben
Narváez entstammte einer adligen Militärfamilie aus Loja (Granada). Er war ein Sohn von José Narváez y Porcel und dessen Frau Ramona de Campos y Mateos.
Er trat 1815 in das Wallonische Garderegiment ein und wurde 1821 Offizier der Königlichen Garde. Er stieg in den 1820er Jahren schnell in den militärischen Rängen auf, als er die Monarchie im Militäraufstand gegen Ferdinand VII. verteidigte. Bei der Revolution, die Spanien die von Ferdinand VII. abgeschaffte Verfassung von 1812 zurückbringen sollte, schlug er sich auf die Seite der Liberalen. Er kämpfte 1822 unter Francisco Espoz y Mina in Katalonien, wo er verwundet und von der französischen Invasionsarmee der „Zehntausend Söhne des Hl. Ludwig“ spanisch Cien Mil Hijos de San Luis gefangen genommen wurde. Bis 1824 blieb er in Frankreich und lehnte sämtliche ihm angebotenen Ämter ab. Er trat nach Ferdinands Tod 1834 trat er wieder in die spanische Armee ein.
Auf Seiten der isabellinischen Partei war Narváez während des Ersten Karlistenkrieges (1833–1839) einer der fähigsten Militärführer der Regentin María Cristina de Borbón. Für seinen Einsatz bei der Schlacht von Mendigorría (Juli 1834), in der er gemeinsam mit Luis Fernández de Córdova kämpfte, wurde Narváez zum Oberstleutnant befördert. Er war insbesondere 1836 bei der Verfolgung des karlistischen Generals Gómez erfolgreich und wurde Brigadegeneral, 1838 Generalkapitän von Altkastilien und Oberbefehlshaber einer Reservearmee. 1838 wurde er in die spanischen Cortes (Parlament) gewählt. 1841 musste Narváez nach dem vergeblichen Versuch in Sevilla, den mittlerweile als Regenten amtierenden General Baldomero Espartero, auf dessen Seite er bis 1840 gestanden hatte, durch eine vom südlichen Spanien ausgehende Erhebung unter Beteiligung des Generals Fernando Fernández de Córdova zu stürzen, nach Frankreich flüchten. Er wandte sich von den liberalen Progresistas ab und schloss sich der von Königin Maria Christina unterstützten, gegen Volkssouveränität eintretenden konservativeren politischen Richtung der Moderados (gemäßigte Partei) an, als deren Führer er rund zwei Jahrzehnte galt.

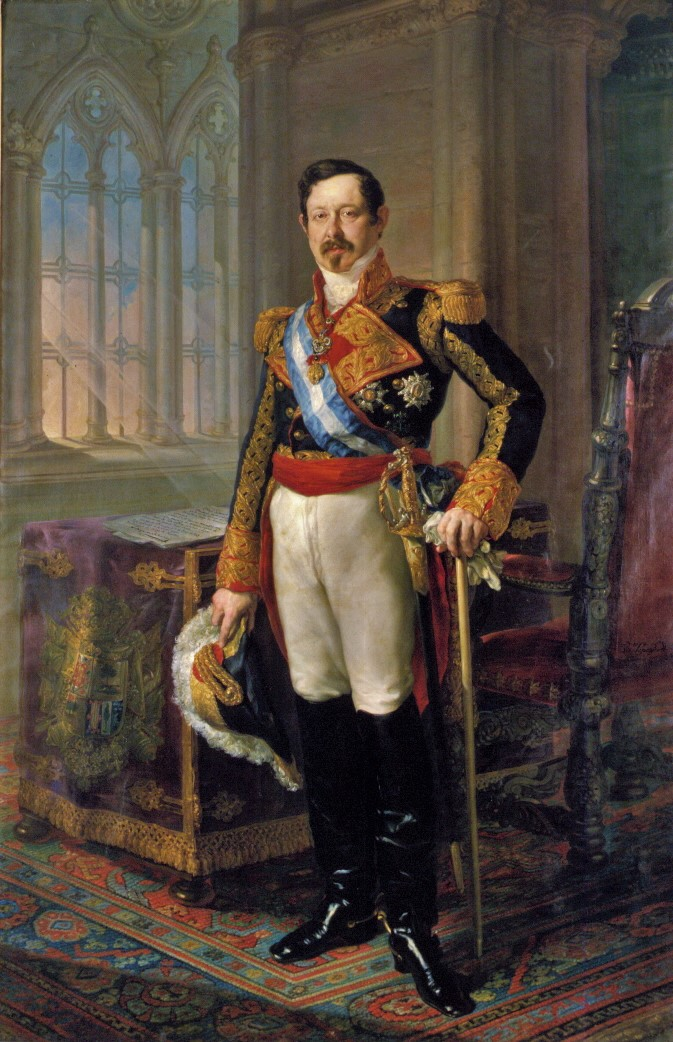
Ramón María Narváez y Campos von Vicente López

Von Frankreich aus kam Narváez 1842 über Valencia zurück nach Madrid. Gemeinsam mit den Generälen Juan Prim und Francisco Serrano inszenierte er einen erfolgreichen Staatsstreich gegen Espartero. Am 23. Juli 1843 besiegten seine Truppen in Torrejón de Ardoz bei Madrid die Truppen Esparteros, der sich daraufhin nach England ins Exil begab. Narváez wurde gebeten unter Isabella II. eine Regierung zu bilden. In seiner ersten Amtszeit als Ministerpräsident wurde die Guardia Civil gegründet, die Verfassung von 1845 verkündet und der Finanzminister Alejandro Mon Menéndez reformierte das Steuersystem. Am 10. Februar 1846 wurde seine Regierung gestürzt und er wurde als spanischer Botschafter nach Paris gesandt. Kurz darauf wurde er nach Madrid zurückberufen und am 4. Oktober 1847 erneut zum Ministerpräsidenten ernannt. Er regierte bis Januar 1851 und in dieser Zeit gelang ihm darunter die Niederschlagung eines neuen Aufstands der Carlisten. Königin Maria Christina, die nach ihrer Rückkehr aus dem Exil großen Einfluss auf ihre Tochter Isabella II. hatte, entzog ihm ihre Gunst, so dass Narváez sich am 10. Januar 1851 genötigt sah, sein Amt niederzulegen und sich erneut nach Frankreich zu begeben. Nach dem Putsch von Leopoldo O’Donnell war Narváez von Oktober 1856 bis Oktober 1857 erneut Ministerpräsident. Ein weiteres Mal hatte er das Amt von September 1864 bis Juni 1865 inne. Narváez bekämpfte an der Spitze der königstreuen Truppen einen Militäraufstand im Juni 1866 in Madrid und wurde im Juli von der Königin erneut mit der Regierungsbildung beauftragt. Er starb im April 1868 im Amt und nur wenige Monate später musste Isabella im September 1868 auf den Thron verzichten.

## Familie
Narváez heiratete am 21. März 1843 in Paris Marie Alexandrine (geborene Tascher de La Pagerie, 5. Januar 1822–23. August 1868), eine Tochter des Peers von Frankreich, Graf  Jean Samuel Ferdinand de Tascher (22. Dezember 1779–14. Dezember 1858) und dessen Frau Amélie Clémentine (geborene de Maulgué d’Avrainville, 1797–14. November 1869) und Dame des Königlichen Marien-Louisen-Orden, mit der er keine Kinder hatte.
Er hatte einen älteren Bruder José María Narváez y Campos (28. Juni 1798–21. April 1868).

## Ehrungen (Auswahl)
- 1844: Herzog von Valencia
- 1844: Großkreuz der Ehrenlegion[4]